# John Winther (pianist)
 Der er flere personer med dette navn, se John Winther.
John Winther f. Winther Kristiansen (20. august 1933 i København – 13. maj 2012 i sit hjem i Lohals) var en dansk pianist og operadirektør.
Han var søn af overtjener Ove Winther Kristiansen og hustru Inger Julie Johanne Thorsted Mortensen.
Winther blev uddannet fra Det Kongelige Danske Musikkonservatorium og debuterede i 1954. Han var operadirektør ved Det Kongelige Teater fra 1965 til 1971, hvorefter han blev operachef ved The Australian Opera i Sydney. Her var han frem til 1977, hvor han blev direktør og professor ved Conservatorium of Music, University of Newcastle, Australien. Han blev i 1980 direktør for School of Music i Canberra indtil 1985, hvor han blev professor ved Hong Kong Academy for Performing Arts.
John Winther blev gift med operasanger Ellen Sørensen den 2. april 1960 i Århus Domkirke. De blev skilt i 1966. Hans andet ægteskab blev indgået 30. april 1969 med operasanger Lone Koppel. Dette ægteskab blev opløst i 1979. Dertil kommer yderligere tre ægteskaber. Hans børn omfatter Thomas Winther, Nikolaj (Koppel) Winther, Jens Winther, Søren Winther, Kristian Winther, Lara Winther, og Sine Winther.